# Tweet Tweet My Lovely
Tweet Tweet My Lovely è un album del gruppo punk rock inglese Snuff, pubblicato il 19 maggio 1998 dalla casa discografica Fat Wreck Chords.

## Tracce
1. No Reason – 2:11
2. Ticket – 2:02
3. Timebomb – 0:46
4. Lyehf Taidu Leikh – 2:58
5. Nick Motown (Redmonds) – 2:25
6. Brickwall – 1:46
7. Arsehole – 2:37
8. Bob – 1:12
9. All You Need – 2:31
10. Etc. – 1:40
11. Thief – 2:52
12. Verdidn't – 2:23
13. Bit Cosy (Batsford, Murphy, Redmonds, Wong) – 2:14
14. Take Me Home (Piss Off) – 4:05

## Formazione
- Duncan Redmonds - voce, batteria
- Loz Wong - chitarra
- Lee Batsford - basso
- Dave Redmonds - trombone
- Lee Murphy - hammond